# Зубрус, Дайнюс
Дайнюс Зубрус (лит. Dainius Zubrus; 16 июня 1978, Электренай, Литовская ССР) — литовский хоккеист, крайний нападающий. Президент федерации хоккея Литвы с июля 2018 года

## Спортивная карьера
На драфте НХЛ 1996 года был выбран в 1 раунде под общим 15 номером командой «Филадельфия Флайерз». 10 марта 1999 года обменян в «Монреаль Канадиенс». 13 марта 2001 года обменян в «Вашингтон Кэпиталз». 27 февраля 2007 года обменян в «Баффало Сейбрз». После сезона 2006—2007 подписал контракт с клубом «Нью-Джерси Девилз».
На Кубке мира 2004 года играл за сборную России, однако после этого принял решение выступать за сборную Литвы, так как заявил, что «Литва нуждается в нём больше, чем Россия». В сборной Литвы, которая никогда не выступала на Олимпийских играх и на чемпионатах мира в топ-дивизионе, Зубрус являлся безоговорочным лидером.
Летом 2018 года стал президентом Федерации хоккея с шайбой Литвы, при этом Зубрус заявил, что продолжит жить в Майами и будет приезжать в Литву по мере необходимости.
Уже завершив карьеру, сыграл на чемпионате мира в Каунасе в 2018 году в составе сборной Литвы. Сыграл за сборную и в 2019 году на чемпионате мира в Нур-Султане, уже будучи главой федерации хоккея Литвы.

## Статистика
| Легенда | Легенда                    | Легенда | Легенда                   | Легенда | Легенда    |
| ------- | -------------------------- | ------- | ------------------------- | ------- | ---------- |
| И       | Количество проведённых игр | Штр     | Штрафное время            | +/−     | Плюс-минус |
| Г       | Голы                       | П       | Голевые передачи          | О       | Очки       |
| -       | Статистика неизвестна      | —       | Статистика не учитывалась |         |            |

## Награды
- Победитель первого дивизиона чемпионата мира 2018 года (сборная Литвы)
- Кавалер медали ордена «За заслуги перед Литвой» (Литва, 2013 год)